# FRB 180814.J0422+73
 (juillet 2022).
FRB 180814.J0422+73 est une suite de sursauts radio rapides, accompagnée d'une signature optique, gamma et X considérée en 2022 comme un magnétar. Le signal a premièrement été détecté le 3 septembre 2016 par l'observatoire d'Arecibo, puis il sera ensuite observé plusieurs fois et sera nommé par plusieurs désignations de FRB.

## Détection à la suite
- Le 3 septembre 2016, première détection du signal par l'observatoire d'Arecibo.
- Le 3 septembre 2016, le signal est détecté sous la forme d'un événement transitoire optique avec quelques secondes d'intervalles par le télescope de l'observatoire d'Apache Point[2].

Puis dans des intervalles de quelques mois sont détectés quatre FRB singuliers et FRB 20190625E, une suite rapide de 5 FRB. Les données du télescope spatial à rayon gamma Fermi montrent que le signal était actif dans les rayons gamma depuis un moment sans être identifié.

## Provenance

### Magnétar
L'hypothèse la plus communément admise est le fait que l'auteur de ces FRB soit un jeune magnétar dont la période de rotation subit de fortes variations. Les scientifiques estiment que le flux de rayons gamma observé en janvier 2009 pourrait être la signature d'une supernova à effondrement de cœur. Sur la base de ce modèle, le magnétar aurait un âge de ~10 ans, avec une période de rotation de 0,6 milliseconde. Le fait que le sursaut gamma détecté en 2009 ait un fort rayonnement synchrotron suggère qu'il s'agit bien d'une supernova, le rayonnement synchrotron étant créé par la présence d'électrons aux abords d'une étoile mourante, les électrons étant ensuite accélérés lors de la supernova et détectés un peu plus tard que le sursaut gamma en raison de la différence entre la vitesse de la lumière et la vitesse des électrons. Les sursauts gamma suivants (observés entre 2010 et 2019) pourraient être dus à l'orientation des jets du magnétar dans la direction de la Terre, le faisant devenir très lumineux dans les rayons de hautes énergies. Les différents sursauts radio ont une durée qui va de 2,2 à 30,5 secondes, ce qui entre dans les modèles physiques des magnétars auteurs de sursauts radio, considérant que les sursauts radio se produisent lorsque les jets astrophysiques du magnétar se dirigent vers la Terre. Ce cas est assez similaire à FRB 121102, même si l'auteur des signaux est différent, et SGR 1935+2154 dont l'auteur et les caractéristiques sont très similaires.

### Galaxie hôte
Le magnétar pourrait se situer dans une galaxie spirale, en raison de leurs positions respectives. Le décalage vers le rouge de la galaxie spirale montre qu'elle se situe à 150 ± 5 Mpc (∼489 millions d'al) de la Terre. La galaxie en question se situe dans la constellation de la Girafe, proche (visuellement et non physiquement) de l'étoile TYC 4340-739-1. La galaxie en elle-même est très faiblement lumineuse avec une magnitude apparente de 35,92 ± 0,02[Quoi ?], la galaxie pourrait être reliée avec la source infrarouge WISEA J042216.94+734032.6. Le FRB se situe à la bordure de la galaxie, comme le montre l'image à gauche, la galaxie en question n'est pas visible dans certaines bandes photométriques. Cela est peut être dû au fait que la galaxie est obscurcie par de la poussière ou gaz non visible dans les bandes où la galaxie apparaît, la poussière interstellaire / gaz a pu être éjectée lors d'une phase d'activité dans le centre galactique de la galaxie.